# Christopher Sean
Christopher Sean Friel (Oak Harbor, 25 ottobre 1985) è un attore statunitense.
È noto per il suo ruolo di Paul Narita nella soap opera statunitense Il tempo della nostra vita.

## Biografia
Christopher Sean Friel è nato il 25 ottobre 1985 a Oak Harbor (Washington) da Patrick e Sayuri Friel. Ha due sorelle, Candis e Melody. Sean è cresciuto principalmente nel sud della California. Sean è giapponese da parte di madre e irlandese, spagnolo e tedesco da parte di padre.

### Carriera
Sean è apparso in diverse serie tv come ospite in: Hollywood Heights - Vita da popstar, The Mindy Project e nella serie web The Lizzie Bennet Diaries. Nel 2014, ha iniziato a interpretare il ruolo ricorrente di Gabriel Waincroft in Hawaii Five-0. La sua grande occasione arriva nello stesso anno nel 2014 quando entra nel cast principale della soap opera Il tempo della nostra vita nel ruolo di Paul Narita. Sean ha lasciato la soap nel 2018, ma ha poi ripreso il ruolo nella mini-serie del 2022 Days of Our Lives: Beyond Salem per poi ritornare nella soap principale nel 2023 con lo stesso ruolo nel 2024 e nel 2025. Sean ha doppiato il personaggio principale Kazuda Xiono nella serie animata Star Wars Resistance. Nel novembre 2020, Sean è stato scelto per un ruolo ricorrente nella terza stagione della serie di thriller psicologico Netflix You.

## Filmografia

### Cinema
- King Eternal (2010)
- Back to Blue (2012)
- Twiharder (2013)
- Great American Dream (2013)
- A casa con l'assassino (2019)
- Cryptic, regia di Freddie Hutton-Mills e Bart Ruspoli (2014)
- Pacific Rim - La rivolta, regia di Steven S. DeKnight (2018)
- Ultraman: Rising, regia di Shannon Tindle (2024) – voce

### Televisione
- Beautiful – soap opera, 2 episodi (2010)
- Hollywood Heights - Vita da popstar – serie TV, 2 episodi (2012)
- The Lizzie Bennet Diaries – serie TV (2012-2013)
- The Mindy Project – serie TV, 1 episodio (2013)
- Progress: Ask a Cam Harlot – serie TV, 2 episodi (2014)
- CineDopes – serie TV, 1 episodio (2014)
- Hawaii Five-0 – serie TV, 13 episodi (2014-2016)
- Il tempo della nostra vita – soap opera (2014-2018, 2023, 2024, 2025)
- Young Again – film TV (2017)
- You – serie TV (2021)
- NCIS: Los Angeles – serie TV, episodio 3x02 (2021)
- Days of Our Lives: Beyond Salem, regia di Sonia Blangiardo, Noel Maxam e Albert Alarr – miniserie TV, 5 episodi (2022)

### Videogiochi
- Horizon: Forbidden West (2022)
- Gotham Knights (2022)

## Doppiatori italiani
Nelle versioni in italiano delle opere in cui ha recitato, Christopher Sean è stato doppiato da:
- Paolo Vivio in Hawaii Five-0
- Emanuele Natalizi in You
- Marco Vivio in NCIS: Los Angeles

Da doppiatore è stato sostituito da:
- Stefano Broccoletti in Star Wars Resistance
- Omar Vitelli in Horizon: Forbidden West
- Federico Viola in Gotham Knights
- Flavio Aquilone in Ultraman: Rising